# Ronde van Vlaanderen 1958
De 42ste editie van de Ronde van Vlaanderen werd verreden op 30 maart 1958 over een afstand van 230 km van Gent naar Wetteren. De gemiddelde uursnelheid van de winnaar was 37,602 km/h. Van de 153 vertrekkers bereikten er 61 de aankomst.

## Koersverloop
Op 85 km van de aankomst ontsnapte Germain Derycke. Hij kreeg gezelschap van Raymond Impanis en Marcel Janssens. Later kwamen er nog 7 bij. Derycke was de snelste in de sprint.

## Hellingen
- Kwaremont
- Kruisberg
- Statieberg
- Berg ten Stene
- Kloosterstraat

## Uitslag
| Rang | Renner          | Land   | Ploeg                   | Tijd     |
| ---- | --------------- | ------ | ----------------------- | -------- |
| 1    | Germain Derycke | België | Carpano                 | 6h7'00"" |
| 2    | Willy Truye     | België | Mercier-BP-Hutchinson   | z.t.     |
| 3    | Angelo Conterno | Italië | Carpano                 | z.t.     |
| 4    | Armand Desmet   | België | Groene Leeuw-Leopold    | z.t.     |
| 5    | Marcel Janssens | België | Elve - Peugeot - Marvan | z.t.     |
| 6    | Briek Schotte   | België | Libertas - Dr.Mann      | z.t.     |
| 7    | Nino Defilippis | Italië | Carpano                 | z.t.     |
| 8    | Pino Cerami     | België | Elve - Peugeot - Marvan | z.t.     |
| 9    | Yvo Molenaers   | België | Groene Leeuw-Leopold    | z.t.     |
| 10   | Fred De Bruyne  | België | Carpano                 | z.t.     |

1913 · 
1914 · 
1915 · 
1916 · 
1917 · 
1918 · 
1919 · 
1920 · 
1921 · 
1922 · 
1923 · 
1924 · 
1925 · 
1926 · 
1927 · 
1928 · 
1929 · 
1930 · 
1931 · 
1932 · 
1933 · 
1934 · 
1935 · 
1936 · 
1937 · 
1938 · 
1939 · 
1940 · 
1941 · 
1942 · 
1943 · 
1944 · 
1945 · 
1946 · 
1947 · 
1948 · 
1949 · 
1950 · 
1951 · 
1952 · 
1953 · 
1954 · 
1955 · 
1956 · 
1957 · 
1958 · 
1959 · 
1960 · 
1961 · 
1962 · 
1963 · 
1964 · 
1965 · 
1966 · 
1967 · 
1968 · 
1969 · 
1970 · 
1971 · 
1972 · 
1973 · 
1974 · 
1975 · 
1976 · 
1977 · 
1978 · 
1979 · 
1980 · 
1981 · 
1982 · 
1983 · 
1984 · 
1985 · 
1986 · 
1987 · 
1988 · 
1989 · 
1990 · 
1991 · 
1992 · 
1993 · 
1994 · 
1995 · 
1996 · 
1997 · 
1998 · 
1999 · 
2000 · 
2001 · 
2002 · 
2003 · 
2004 · 
2005 · 
2006 · 
2007 · 
2008 · 
2009 · 
2010 · 
2011 · 
2012 · 
2013 · 
2014 · 
2015 · 
2016 · 
2017 · 
2018 · 
2019 · 
2020 · 
2021 · 
2022 · 
2023 · 
2024
Lijst van beklimmingen